# Jules Germain François Maisonneuve
Jules Germain François Maisonneuve (Nantes, 1809 – Missillac, 1894) è stato un medico francese.
Allievo di Guillaume Dupuytren e fu chirurgo a Bicêtre, Cochin, La Pitié, ecc. È famoso per aver descritto per primo la frattura di Masonneuve, che interessa il perone e il malleolo, e per aver descritto il ruolo della rotazione esterna nelle fratture della caviglia.